# 秦哀公
秦哀公（？—前501年），《史记·秦始皇本纪》作毕公，《史记索隐》作㻫公，《吴越春秋》作栢公，嬴姓，春秋时期秦国君主。秦景公之子，在位36年。
秦哀公在位期间，申包胥曾前往秦庭痛哭求师助楚昭王复国，留下“申包胥哭秦庭”一典故。

## 生平

### 继位
前537年，秦景公去世，其子秦哀公继位。
同年，于前541年出奔晋国的秦景公同母弟后子鍼回到秦国。

### 援楚复国
楚平王在位期间，宠信奸佞，致使国内政治更加腐败。前523年，楚平王为长子太子建迎娶秦哀公之女伯嬴作为妻子，太子少傅费无忌为获得楚平王的信任，说秦国女子漂亮，平王可自纳伯嬴，另为太子建选妻。正月，伯嬴到达楚国，楚平王听费无极之言，自娶伯嬴，后生下楚昭王。同年，楚平王派令尹子瑕到秦国聘问，感谢秦哀公将女儿嫁给楚国。费无忌又谗言陷害太子建及太子太傅伍奢，致使太子建先被调往城父（今河南省宝丰县东）防守边关，后出奔宋国；伍奢及其长子伍尚被杀，伍奢次子伍子胥出奔吴国。当时，晋国国内六卿势力强大而国君的势力衰弱，六卿之间想相互吞并，所以秦晋两国很久也没有发生战争。
楚平王死后，楚昭王继位。前506年，吴王阖闾联合唐、蔡两国，与伍子胥、孙武、伯嚭率军伐楚。吴军五战五胜，攻陷楚國國都郢（今湖北省江陵市西北），楚昭王被迫出奔至云梦（今湖北省云梦县），又逃往郧国，最后逃到随国才安定下来。伍子胥没有找到楚昭王，于是掘开楚平王之墓，鞭尸三百。伍子胥的好友申包胥认为伍子胥倒行逆施，于是向秦國求援。秦哀公认为楚王无道，不应救援，于是敷衍申包胥。申包胥在秦国宫门外水食不进，痛哭七天七夜，秦哀公大为感动，为申包胥赋《秦风·无衣》，派子蒲、子虎帅兵车五百辆救楚，申包胥向秦哀公叩头九次表示感谢。
前505年，子蒲、子虎率军至楚，在稷地与楚军会合，在沂（今河南省正阳县）击败夫概所率领的吴军，子西也率领楚国残军在军祥击败吴军。七月，子期、子蒲率领的楚秦联军攻灭唐国。吴军在雍澨（即司马河，位于湖北省京山市京山县石龙镇境内）击败楚军，但又被秦军击败。楚军又在麇地（今湖北省十堰市郧县境内）和公婿之溪（位于汉水江畔）击败吴军，吴国被迫撤军，楚昭王得以回国复位。

### 去世
前501年，秦哀公去世，葬于车里北。其子秦夷公早死，秦夷公之子秦惠公继位。

## 其他形象
在长篇历史小说《东周列国志》中，秦哀公于第七十七回《泣秦庭申包胥借兵 退吴师楚昭王返国》中短暂登场，除了其沉湎于酒，不问政事之外，其余与《左传·定公四年》记载基本相同。此外，秦哀公还出现在京剧名段《哭秦庭》中，汉剧、滇剧、秦腔也有此剧目。

## 影視作品
- 《東周列國·春秋篇》由譚濤飾演。